# BravoGrazie
BravoGrazie è un festival-concorso nazionale dedicato alla comicità e al cabaret che consiste nella sfida tra i vincitori di numerosi concorsi, facenti parte dell'omonimo circuito e distribuiti in diverse località italiane. Per questo è conosciuto come la "Champions League del cabaret".  Dal 2023, dopo alcuni anni di sospensione, la manifestazione ha visto nuove edizioni, ad Aosta come la prima edizione del 1991, vinta da Luciana Littizzetto, e a Valpelline (AO).

## In televisione
La manifestazione, nota per aver scoperto e portato alla notorietà diversi comici importanti, come Luciana Littizzetto, Enrico Bertolino, Federico Salvatore, Franco Neri, ecc., ideata e organizzata da Claudio e Vincenzo Calì, è stata anche un programma televisivo, trasmesso per alcuni anni da Rai 2 e, nel 2009, da SKY Vivo. Nel 2010 e 2011 le fasi finali sono state ospitate dalle trasmissioni di Rai 1 Festa italiana (condotta da Caterina Balivo) e Se... a casa di Paola (condotta da Paola Perego), mentre nel 2012 la serata finale è stata trasmessa in esclusiva dal canale satellitare Comedy Central.
La prima edizione dal 5 all'8 agosto 1991 fu presentata da Fabio Fazio e Moana Pozzi al Teatro Romano di Aosta, assegnando fra le varie categorie il Premio Ettore Petrolini. Seguirono altre venti edizioni.
In televisione su Raidue, dopo la conduzione di Federica Panicucci (2005), fu trasmesso nuovamente con lo stesso titolo Bravo Grazie nel 2006 e venne condotto da Elena Santarelli e da Bruno Gambarotta. L'anno dopo, nel gennaio del 2007, dal Teatro Francesco Cilea di Reggio Calabria, fu condotto da Natasha Stefanenko e Gabriele Cirilli. I vincitori delle sfide furono scelti da una giuria di esperti presieduta da Sergio Staino, direttore artistico Vincenzo Cerami.
Nel 2023, dopo 32 anni, sempre ad Aosta, il 7 luglio, venne presentato come spettacolo di cabaret estivo. Dal 2024 la manifestazione è tornata a essere una gara tra comici.

## Comici
Vincitore di BravoGrazie che sono poi diventati comici famosi:
- 1991 - Luciana Littizzetto
- 1994 - Federico Salvatore
- 1995 - Max Pisu (in coppia con Eddy)
- 1996 - Enrico Bertolino
- 1997 - Cesare Gallarini
- 1998 - Ficarra e Picone
- 1999 - Franco Neri
- 2000 - Lucio Gardin
- 2002 - La Ricotta
- 2003 - Dado
- 2004 - I Tressardi
- 2005 - Francesco Rizzuto
- 2006 - Baz (in coppia con Alex De Santis)
- 2007 - Dosto & Yevski
- 2008 - Urbano Moffa
- 2009 - Enzo e Sal
- 2012 - Alberto Farina
- 2013 - Dino Paradiso
- 2024 - Duo Torri
- 2025 - Marco Guarena

Vecchio logo del festival

Partecipanti di BravoGrazie che, pur non vincendo, hanno comunque avuto successo:
- 1991 - Beppe Braida
- 1995 - Fabio De Luigi
- 1995 - Leonardo Manera
- 1996 - Annamaria Barbera
- 2001 - I Turbolenti
- 2004 - Teresa Mannino
- 2004 - Federico Basso
- 2008 - Maurizio Lastrico
- 2013 - Emiliano Petruzzi
- 2014 - Vincenzo Comunale

## Presentatori
- 1991 - Fabio Fazio e Moana Pozzi
- 1994 - Gianni Fantoni
- 1995 - Tiberio Timperi e Carla Solaro
- 1996 - Claudio Calì e Alla Kabanova
- 1997 - Claudio Calì
- 1998 - Claudio Calì
- 1999 - Claudio Calì
- 2001 - Claudio Calì
- 2002 - Corrado Tedeschi e Chiara Sani
- 2003 - Valeria Marini e Max Pisu
- 2004 - Nina Morić, Max Tortora ed Elisabetta Gregoraci
- 2005 - Federica Panicucci
- 2006 - Elena Santarelli e Bruno Gambarotta
- 2007 - Natasha Stefanenko e Gabriele Cirilli
- 2008 - Maddalena Corvaglia e Franco Neri
- 2009 - Elenoire Casalegno
- 2010 - Caterina Balivo
- 2011 - Paola Perego
- 2012 - Cristina Chiabotto
- 2013 - Emanuela Tittocchia
- 2014 - Emanuela Tittocchia
- 2025 - Rajae Bezzaz e Elena Biggioggero